# Saxicola macrorhynchus
La tarabilla de Stoliczka (Saxicola macrorhynchus) es una especie de ave paseriforme de la familia Muscicapidae endémica del noroeste del subcontinente indio.

## Distribución y hábitat
Se extendía por el noreste de la India, Pakistán y Afganistán, pero de estos dos últimos países podría haberse extinguido, con lo que su área de distribución se restringiría actualmente a las regiones de Rajastán y Gujarat. Su hábitat son las zonas áridas y semidesiertos de arena. Sus poblaciones se hallan en retroceso, principalmente por la intensificación de los usos agrícolas, tanto por regadíos, como por sobrepastoreo.